# Pan (měsíc)

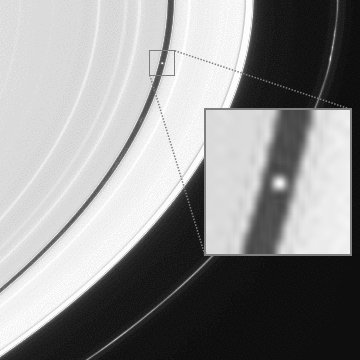
Pan na snímku sondy Cassini

Pan (někdy taky uváděn jako Saturn XVIII) je nejbližší měsíc planety Saturn. Nachází se v jeho prstenci a od planety je vzdálen 133 583 kilometrů. Jeho přibližná teplota na povrchu dosahuje 77 K. Rozměry tělesa činí 35 × 23 kilometrů (někde uváděn rovníkový průměr 10 km). Jeho hmotnost činí (4,95±0,75)×1015 kg (někdy se uvádí 8×1017 kg). Jeho objevitelem se stal roku 1990 Mark R. Showalter. Jeden oběh kolem planety trvá měsíci 13,801 hodin a má vázanou rotaci.